# Reveries End
Reveries End ist eine finnische Symphonic- und Gothic-Metal-Band aus Tampere, die 2011 gegründet wurde.

## Geschichte
Die Band wurde im Frühling 2011 gegründet, als der Gitarrist Veli-Matti Olkinuora und der Schlagzeuger Timo Klinga während einer Jam-Session erste Liedideen entwarfen. Als Bassist kam der Freund Jaakko Oksanen hinzu. Durch eine Internetanzeige wurde die Sängerin Sariina Tani auf die Gruppe aufmerksam und trat dieser bei, obwohl ursprünglich ein Mann als Sänger gesucht worden war. Auf dem Demo Beneath the Silent Shades, das im Januar 2012 erschien, ist auch der Gitarrist Mikko Pylkkö zu hören. Auf dem nächsten Demo Empyreal Form, das im selben Jahr erschien, tritt die Gruppe als Quartett in Erscheinung. Im Mai 2012 vervollständigte der Gitarrist Kristian Valjakka die Formation. 2016 erschien über Sliptrick Records das Debütalbum Edge of Dark Waters. Im Januar des Jahres hatte die Band das Ausscheiden Tanis bekanntgegeben.

## Stil
Björn Backes von Powermetal.de schrieb in seiner Rezension zu Edge of Dark Waters, dass die Musik in Richtung epischen Gothic Metal tendiert, wobei man „nicht ganz so penentrant auf dem symphonischen Wege“ unterwegs sei, wie es anderes Bands tun würden. Jedoch sei die Musik „in der Summe so spannend wie die x-te Scheibe aus dem Vermächtnis totgenudelter Acts wie TRISTANIA und SIRENIA“. Die Geschwindigkeit der Lieder sei meist sehr niedrig, wobei der Gesang bieder klinge. Gelegentlich verwende man in den Songs auch Grunts. Im Zentrum stehe jedoch die Mischung aus Symphonic- und Gothic-Metal. Stephan Rajchl von metal1.info rezensierte das Album ebenfalls und merkte an, dass die Band selbst ihre Musik als „Melancholic Metal“ bezeichnet. Der Klargesang sei weniger opernhaft als der von Tarja Turunen und nicht so poppig wie der von Sharon den Adel. Der gutturale Gesang erinnere hingegen an Alissa White-Gluz. Der Klargesang überwiege jedoch. Unter anderem durch den sparsamen Einsatz von Keyboards halte sich die Gruppe insgesamt gesehen vom Stereotyp kitschiger Symphonic- und Gothic-Metal-Bands fern.

## Diskografie
- 2012: Beneath the Silent Shades (Demo, Eigenveröffentlichung)
- 2012: Empyreal Form (Demo, Eigenveröffentlichung)
- 2016: Edge of Dark Waters (Album, Sliptrick Records)